# José Cardoso Pires
José Cardoso Pires (Vila de Rei, 2 ottobre 1925 – Lisbona, 26 ottobre 1998) è stato un drammaturgo e scrittore portoghese.

## Biografia
Visse quasi tutta la vita a Lisbona, dove frequentò il Liceo e poi la Facoltà di Matematica all'Università di Lisbona, frequentando anche gli ambienti di sinistra e abbracciando il socialismo. Praticò molti mestieri tra cui ufficiale di marina, giornalista, redattore di pubblicità, ma senza mai abbandonare la scrittura. Collaborò con riviste come Almanaque e Diário de Lisboa. Trascorse gli ultimi anni da bohèmien nella sua città. Nel 1995 venne colpito da ictus.
Scrisse molti racconti, opere teatrali e romanzi con grande successo di pubblico. È ricordato soprattutto per la satira Dinossauro Excelentíssimo, parodia del dittatore Antonio Salazar.